# Miloš Vujanić
Miloš Vujanić, né le 13 novembre 1980 à Loznica en Yougoslavie (aujourd'hui en Serbie), est un joueur serbe de basket-ball. Il mesure 1,90 m.

## Palmarès et récompenses
Palmarès en sélection
- Champion du Monde : 2002

Palmarès international
- Vainqueur de l'Euroligue : 2007

Palmarès national
- Champion de Serbie-et-Monténégro : 2002, 2003
- Champion d'Italie : 2005
- Champion de Grèce : 2007
- Vainqueur de la Coupe de Serbie-et-Monténégro : 2002
- Vainqueur de la Coupe de Grèce : 2007

Récompenses individuelles